# Schaefferia ariegica
Schaefferia ariegica är en urinsektsart som beskrevs av Cassagnau 1959. Schaefferia ariegica ingår i släktet Schaefferia och familjen Hypogastruridae. Inga underarter finns listade i Catalogue of Life.